# Jaime Serra i Cau
Jaime Serra i Cau (né à Valence, Espagne, vers 1427/1430, et mort à Rome le 15 mars 1517) est un cardinal espagnol du XVIe siècle et du début XVIe siècle.

## Biographie
Serra est notamment notaire à la cour romaine, protonotaire apostolique, trésorier apostolique  et chanoine à Valence. En 1492, il est nommé archevêque d'Oristano. Il est abbé commendataire de San Bernardo à  Valence, vicaire du pape à Rome et abbé commendataire de S. Benedetto di Gualdo dans le diocèse de Nocera.
Serra est créé cardinal in pectore par le pape Alexandre VI lors du consistoire du 28 septembre 1500. Le cardinal Serra i Cau est légat à Pérouse, dans les Marches et en Ombrie. En 1501 il est nommé administrateur de Linköping (Suède), en 1506 d'Elne, en 1512 de Burgos et en 1514 de Calahorra. En 1509, il est cardinal protoprêtre.  Serra participe au cinquième concile du Latran et meurt pendant la dernière session en 1517. Il reçoit plusieurs bénéfices en Espagne et en Italie notamment abbé commendatario de l'Abbaye Saint-Michel de Cuxa.
Le cardinal Serra participe au conclaves de 1503 (élection de Pie III et de Jules II) et de 1513 (élection de Léon X).